# 矢野喬子
矢野喬子（日语：／ Yano Kyōko，1984年6月3日—），日本女子足球運動員，位置後衛。她代表日本參加2003年、2007年及2011年三屆的女子世界盃足球賽，其中2011年獲得國家隊史上首座冠軍。另外，她也是2010年亞運會金牌成員之一，也入選2012年奧運會球員名單中，與南非的比賽先發上陣，最終日本獲得銀牌。神奈川大學畢業。

## 來歷
從地方小球隊Arrows SC開始接觸足球，後來進入橫須賀海鷗。高中就讀湘南學院高等學校，之後選擇神奈川大學入學，持續足球生涯，但當時是以中場的位置活躍在球場上。大學時便被選入日本國家隊，代表參加2003年女子世界盃足球賽。2004年奧運會亞洲區預選賽時成為隊上先發，幫助國家隊晉級，然而在賽會開始前的訓練中受傷，使得她缺席了兩場小組賽，半準決賽對上美國時才復歸。當時，她與就讀日本體育大學的丸山桂里奈同為大學球隊中注目的球員，在隔年的第13回全日本大學女子足球選手權大會網站上還刊登採訪兩人的文章。
2007年從大學畢業，進入浦和紅鑽女子隊，是同隊中第四位擁有職業合約的選手。除了比賽之外，也要參與名為「Heart Club」的活動。
2013年1月，向外界宣布退休。

## 國家隊生涯

### 入選參加賽事
- 2003年女子世界盃足球賽（小組賽）
- 2004年奧運會（半準決賽）
- 2007年女子世界盃足球賽（小組賽）
- 2008年奧運會（殿軍）
- 2010年亞運會（冠軍）
- 2011年女子世界盃足球賽（冠軍）
- 2012年奧運會（亞軍）

### 進球
| #  | 日期          | 地點     | 對手 | 比分 | 勝負 | 賽事                   |
| -- | ------------- | -------- | ---- | ---- | ---- | ---------------------- |
| 1. | 2003年6月11日 | 泰國曼谷 | 關島 | 7-0  | 勝   | 2003年女子亞洲盃足球賽 |

## 榮譽

### 個人
- L聯賽最佳十一人：5次（2007年, 2008年 ,2009年 ,2010年 ,2011年 ,2012年）
- L聯賽最佳新人：2007年

### 俱樂部
- L聯賽

冠軍 (1): 2009

### 國家隊
- 女子世界盃足球賽

冠軍 (1): 2011
- 亞洲運動會

金牌 (1): 2010
- 東亞足球錦標賽

冠軍 (2): 2008, 2010